# Пилка для электролобзиков
Пилка для электролобзиков (пильные полотна) — оснастка к электроинструменту. Пилки применяются для резки (распиловки) твёрдых материалов.

## Маркировка пилок
Служебные характеристики пилки можно определить по маркировке — набор букв и цифр на хвостовике пилки.
Первая литера кода — тип хвостовика.
Обозначения хвостовиков:
«Т» — Т-образный хвостовик, хвостовик с одним упором
«U» — U-образный хвостовик
«M» — хвостовик Makita
«F» — стандарт Fein
Так же бывают пилки с двойным упором с кодом «Т», но цифра в нём двузначная.
Буквы в маркировке после цифр, говорят о материале, ширине спинки и прочих особенностях:
A, B, C, D (сразу после цифр) — величина зуба по возрастанию
F — биметаллическое полотно
O — пилка с узкой спинкой для точного пропила
P — полотно для точного реза
R — пилка с реверсивным зубом
X — «прогрессивный» шаг зубьев
Например:
T118A — пилка имеет Т-образный хвостовик, мелкий зуб.

## Виды крепления пилок
Вид крепления пилки обусловлен типом хвостовика.

## Материалы пилок
Самым важным параметром для пилки является марка стали, из которой она изготовлена.
В зависимости от назначения пилки могут быть изготовлены из следующих видов стали:
HCS (high carbon steel) — высокоуглеродистая сталь, твёрдость 45-48 HRC, для работы по мягким материалам, таких как дерево, ДСП, ДВП, пластмассы;
CV (chrom vanadium) — Хром- ванадиевая сталь, твёрдость 50-52 HRC, для работы по мягким материалам, таких как дерево, древесные плиты, искусственные материалы. Более устойчива к износу по сравнению с HCS;
HSS (high speed steel) — быстрорежущая сталь, твёрдость 61-65 HRC, для работы по материалам повышенной твёрдости, таких как мягкая сталь, алюминий и другие цветные металлы. По сравнениюс HCS толщина металла у пилок HSS меньше, а их твёрдость значительно выше;
BIM (bi-metal) — высокоэластичное, неразрывное соединение из HSS и HCS.Такие пилки предназначены для профессионального применения. Используются для работ по дереву, металлу, цветному металлу, алюминию;
HM (hard material) — твёрдый сплав карбид вольфрама, твёрдость 79 HRC. Данный вид пилок используется для специфических работ — распиловка стеклопластика, газобетона, керамической плитки.

## Форма пилок
Помимо марки стали важна и форма пилки.
Тип реза. У пилок для прямого реза широкая спинка, именно поэтому она хорошо «держит линию». У пилок для фигурного реза спинка бывает более узкой, чем хвостовик.
Качество пропила напрямую зависит от формы зубьев.

## Формы зубьев пилок
Чтобы дать пилке больший «простор» (чтобы лезвия не застревали в материале), её зубья разводят. В этом случае она пилит быстрее, но рез получается менее аккуратным, чем у пилки с прямыми зубьями. Фрезерованные зубья могут быть не только разведены, но и выстроены волной. Такие пилки пилят более ровно, чем с разводкой.
Чем шаг зуба (расстояние между соседними вершинами) больше, тем быстрее и грубее будет пропил.
Формы зубьев:
Зубья фрезерованные, разведённые — резание листов с относительно чистой кромкой, быстрый рез по мякгому и твёрдому дереву, алюминию пластику и цветным металлам.
Зубья фрезерованные, волнистое полотно — резание листов с аккуратными кромками по прямой в фанере, мягкой стали, алюминию, цветному металлу и пластику.
Зубья отшлифованные, разведеные — быстрое резание по дереву и пластику
Зубья отшлифованные под свободным углом (с конически отшлифованной задней стороной) — для свободного реза, для точных чистых резов по дереву и пластику.